# Prednisona
La prednisona es un fármaco corticosteroide sintético que se toma usualmente en forma oral, pero puede administrarse por vía intramuscular (inyección) y se usa para un gran número de afecciones. Tiene principalmente un efecto glucocorticoide. Se trata de un profármaco que es convertido por el hígado en prednisolona, que es la forma esteroide activa.

## Usos médicos
Como inmunosupresora actúa prácticamente en todo el sistema inmunitario. Por lo tanto, puede ser usado en enfermedades autoinmunitarias e inflamatorias (como anemia hemolítica autoinmune,  asma, alergias epidermales por contacto con hiedra venenosa, lupus eritematoso sistémico, hepatitis autoinmune, enfermedad de Crohn o enfermedad de Still), problemas del oído medio e interno y varias enfermedades al riñón como el síndrome nefrótico. También es usada para prevenir y tratar rechazo de órganos en trasplantes.

### Oral
Tratamiento sustitutivo en insuficiencia adrenal incluyendo enfermedad de Addison, insuficiencia pituitaria anterior, condiciones de estrés después de un tratamiento a largo plazo con corticoides y síndrome adrenogenital (después del período de crecimiento), enfermedades reumáticas incluyendo procesos reumáticos articulares y musculares agudos y crónicos (artritis reumatoide, espondilitis anquilosante, artritis gotosa aguda), enfermedades autoinmunes, enfermedades del colágeno y enfermedades de los vasos (lupus eritematoso sistémico, polimiositis, dermatomiositis y vasculitis), enfermedades bronquiales y pulmonares incluyendo asma bronquial; enfermedades dermatológicas que, debido a su severidad o a la afectación de zonas profundas de la piel, no se pueden tratar adecuadamente con corticoides de uso externo incluyendo, entre otras, urticaria aguda severa y pénfigos hematológicas/ tratamiento tumoral (entrar otras, anemia hemolítica autoinmune, púrpura trombocitopénica y leucemia linfoblástica aguda. Tratamiento paliativo de enfermedades malignas (puede usarse para el alivio de síntomas), enfermedades del tracto gastrointestinal y del hígado como colitis ulcerosa, enfermedad de Crohn, hepatitis crónica autoinmune agresiva; enfermedades de los riñones y del tracto urinario incluyendo síndrome nefrótico; enfermedades inflamatorias oculares como conjuntivitis alérgica, queratitis, iritis, uveitis, coriorretinitis y neuritis óptica.[cita requerida]

### Rectal
En lactantes y niños para el tratamiento agudo de: pseudocrup (laringotraqueítis aguda con obstrucción), crup, exacerbación del asma / episodio agudo de sibilancias.[cita requerida]

## Dependencia
La supresión adrenal ocurre si la prednisona es administrada por más de siete días continuos. Es un estado en que el cuerpo es incapaz de sintetizar corticosteroides naturalmente y se hace dependiente de la prednisona tomada por el paciente. Por esta razón, la administración de prednisona no debe ser detenida abruptamente si se ha tomado por más de siete días, sino que necesita ser reducida lentamente; esta reducción puede tomar días si el curso de prednisolona fue corto, pero puede tomar semanas o meses si el paciente ha sido tratado por largo tiempo. Una caída abrupta llevaría a una insuficiencia suprarrenal secundaria, que puede poner en riesgo la vida del paciente.

## Uso durante embarazo
Se han encontrado efectos adversos en animales, algunos estudios en humanos han mostrado disminución en el crecimiento del feto.[cita requerida] Deberá administrarse solo si la ventaja justifica el riesgo potencial del feto, si la medicina es necesaria en una situación que amenaza vida de la madre o para una enfermedad en la cual los fármacos más seguros son ineficaces.

## Uso durante lactancia
Se ha reportado concentraciones muy bajas de prednisona y su metabolito prednisolona en la leche materna, sin embargo, el uso de corticosteroides podría causar efectos adversos en el lactante como suspensión de crecimiento o interferir con la producción endógena de corticosteoridoes.[cita requerida] Se deberá evaluar si suspender la lactancia o el tratamiento de la madre.

## Contraindicaciones
- Hipersensibilidad a la prednisona
- Infecciones sistémicas virales o fúngicas
- Administración de vacunas vivas o atenuadas

Este fármaco es un componente de la quimioterapia de combinación MOPP.